# زناتة (قبيلة)
زناتة (بالأمازيغية: ⵉⵣⵏⴰⵜⵏ) قبيلة أمازيغية من قبائل البتر تستوطن مناطق متفرقة من شمال إفريقيا، مواطنها الأصلية ما بين بلاد غدامس بغرب ليبيا إلى بلاد سوس مرورا بجبال طرابلس والأوراس وضواحي افريقية والمغرب الأقصى والأوسط. برزت زناتة في العهد الاسلامي بحيث لعبت دوراً هاماً في تاريخ بلاد المغرب. ورغم أن طريقتهم في الحياة تعتمد أساساً على الترحال، إلا أنهم أسسوا التجارب الأولى للإمارات الإسلامية المحلية كإمارة مغراوة وبني يفرن، وهم أصل العديد من السلالات الحاكمة الكبرى في بلاد المغرب، مثل المرينيين، والزيانيين والوطاسيين. يتميز أفراد القبيلة عن باقي قبائل الأمازيغ بلهجتهم الزناتية الفريدة، وهي فرع من اللغات الأمازيغية الشمالية.

## تسمية
أصل تسمية زناتة من جانا الذي هو اسم سلف القبيلة. ولتحويل الاسم السليم إلى اسم عام، يضيفون «ت» في النهاية، والذي يشكل جانات في المفرد وجاناتن في الجمع. ونطق هذه الجيم ليس من مخرج الجيم في اللغة العربية بل تنطق بين الجيم والشين وأميل إلى السين، ويقرب للسمع منها بعض الصفير فأبدلوها بالزاي، والذي يعطي زانات. ثم من خلال الاستخدام المتكرر، يتم إضافة «ة» في النهاية وآخر في البداية لتسهيل النطق، وبالتالي الحصول على زناتة. وقد خصص ابن خلدون فقرة من كتابه العبر وديوان المبتدأ والخبر حول الفصل في في تسمية زناتة ومبنى هذه الكلمة :
أصل هذه اللفظة التي هي زناتة من صيغة جانا التي هي اسم أبي الجيل كله، وهو جانا بن يحيى المذكور في نسبهم. وهم إذا أرادوا الجنس في التعميم ألحقوا بالاسم المفرد تاء فقالوا جانات. وإذا أرادوا التعميم زادوا مع التاء نونا فصار جاناتن، ونطقهم بهذه الجيم ليس من مخرج الجيم عند العرب بل ينطقون بها بين الجيم والشين وأميل إلى السين، ويقرب للسمع منها بعض الصفير فأبدلوها زايا محضة لاتصال مخرج الزاي بالسين، فصارت زانات لفظا مفردا دالا على الجنس. ثم الحقوا به هاء النسبة وحذفوا الألف التي بعد الزاي تخفيفا لكثرة دورانه على الألسنة والله أعلم.

## نسب
يتفق النسابة والمؤرخون على أن قبائل زناتة من ولد جانا وإليه نسبهم، وأمّا جانا فقال أبو محمد بن حزم أنه ينتسب الى مادغيس، ويذكر هذا النسب بالتفصيل نقلا عن محمد بن يوسف الوراق ويقول:
ورأيت لبعض نسّابى البربر أن زناتة هو شانا بن يحيى بن صولات بن ورتنّاج بن ضريس بن سقفو بن جنذواذ بن يملا بن مادغيس بن هرك بن هرسق بن كراد بن مازيغ بن هراك بن هريك بن بدا بن بديان بن كنعان بن حام بن نوح النبي صلى الله عليه وسلّم: ذكر ذلك يوسف الورّاق، عن أيوب ابن أبي يزيد.
وأما ابن خلدون فقد نقل عن ابن حزم الأندلسي وأكد على أن ما ذكره هو الأصح في نسب زناتة. ونقل ابن عذاري عن أبي المجد المغيلي وعلي بن حزم وغيرهما في أن جانا بن يحيى بن صولات بن ورتناج بن ضرى بن سفكو بن قيدواد بن شعبا بن مادغيس بن هود بن هرسق بن كداد مازيغ. ويقول القلقشندي: هو جانا بن يحيى بن صولات بن ورسيك بن ضري بن زحيك بن مادغيس بن بربر. بينما يرى الادريسي وأبو عبد الله بن محمد التلمساني وابن أبي زرع أن جانا هذا هو ابن ضريس، وضريس هو جالوت الذي قتله داود عليه السلام ابن لوى بن نفجا بن لوى الأكبر بن برا بن قيس بن إلياس بن مضر. ويذكر ابن قتيبة في نسب زناتة أنهم من ولد يحيى بن ضريس بن جالوت، وجالوت هو ونور بن جرييل بن جديلان بن جاد بن رديلان بن حصي بن باد بن زحيك بن مادغيس الأبتر بن قيس بن عيلان.

## فروع
|       |       |       |       |       |       |  |  | جانا |      |      |      |      |      |  |  |        |        |        |        |        |        |  |  |  |  |
|       |       |       |       |       |       |  |  |      |      |      |      |      |      |  |  |        |        |        |        |        |        |  |  |  |  |
|       |       |       |       |       |       |  |  |      |      |      |      |      |      |  |  |        |        |        |        |        |        |  |  |  |  |
| ورسيك | ورسيك | ورسيك | ورسيك | ورسيك | ورسيك |  |  | فرني | فرني | فرني | فرني | فرني | فرني |  |  | الديرت | الديرت | الديرت | الديرت | الديرت | الديرت |  |  |  |  |

ترجع شعوب زناتة إلى ثلاثة من ولد جانا وهم ورسيك وفرني والديرت، ومنهم تفرعت كل القبائل الزناتية وهي:

### بنو ورسيك
ومنهم بنو يصليتن وهم أبناء يصليتن بن مسر بن زكريا بن وارديرن بن ورسيك، وينقسمون إلى عدة قبائل:
1. مغراوة وجدهم مغراو بن يصلتين ومنهم بنو يلنت، بنو زنداك، بنو ورى، الأغواط، ريغة، بنو سعيد، بنو ورميغان ورتزمير.
2. بنو يفرن وجدهم يفرن بن يصليتن ومنهم مرنجيصة وبنو واركوا.
3. بنو يرنيان ومنهم بنو وطاط.
4. بنو واسين وينقسمون إلى قسمين:
  1. بنو ورتاجن بن ماخوخ ومنهم بنو مرين
  2. بنو محمد ومنهم بنو يادين واليه ينتسب بنو عبد الواد وبنو توجين وبنو مصاب ومنهم بنو راشد.

ومنهم كذلك بنو دمر بن وارديرن بن ورسيك، وينتسب إليهم:
1. بنو ورنيدين وهم بنو ورنيدين بن وانتن بن وارديرن بن دمّر، وشعوبهم بني ورتاتين وبني كزرول وبني تقورت.
2. ورغمة

بنو انش بن وارديرن بن ورسيك، ودخلوا مع بني دمر وأخذوا نسبهم، ومنهم:
1. بنو برزال
2. بنو يطفت
3. بنو سمغان
4. بنو يصدرين

### بنو فرني
ويتفرع منها خمسة فروع:
1. ورقلا ومنهم بني واكين
2. مجاصة
3. نمالة
4. صبرة
5. يزمريتن

### بنو الديرت
ويتفرع منها ثلاتة فروع:
1. جراوة
2. تاجرت
3. وانتن وهم بنو واسين وينقسمون إلى قسمين:
  1. بنو ورتاجن بن ماخوخ ومنهم بنو مرين.
  2. بنو محمد ومنهم بنو يادين واليه ينتسب بنو عبد الواد وبنو توجين وبنو مصاب ومنهم بنو راشد.
4. مسارة

ومن زناتة كذلك فروع أخرى لم يحدد نسبها كاملا ومنهم : بنو ورتنيص وينقسمون إلى قبيلتين غمرة وبني وجديجن، وكذلك منهم يجفش، بنو تيسات، بنو ورسيغن، بنو تغرض وتحليلة.

## شعب
هم رحل ومستقرين في نفس الوقت، وهم بناة المدن. يقول رشيد بيليل «أنه سيكون من الخطأ القول إن زناتة رحل فقط، لأنهم مؤسسو المدن»، والذي يؤكد ذلك كتابات ابن خلدون. لقد حقق هذا الشعب أكبر تغيير في بلاد المغرب، جزء كبير من زناتة يحدد ثقافيا مع العرب كما ذكر بويتيرون،
| زناتة (قبيلة) | إن اختفاء الزناتيين نحو القرن الثامن، والذين غطوا ربع شمال أفريقيا، هو واحدة من أكثر الأحداث استثنائية في بلاد المغرب. تشابه الحياة والمجال جعلهم يتعربون سريعا، تسارعه رغبة زناتة إلى ال لة، يبدور عرية | زناتة (قبيلة) |

هم على حد سواء العربية والبربرية المتحدثين.[غير مفهوم] قيل فيهم أنهم بنو: زناتة واسمه جانا بن يحيى بن صلوات بن ورتناج بن ضرى بن سفكو بن قيدواد بن شعبا بن مادغيس بن هود بن هرسق بن كداد بن مازيغ، وقيل أنهم بنو:
| زناتة (قبيلة) | جانا أبن يحيى بن ضريس بن ونور بن جرييل بن جديلان بن جالد بن ديلان بن حصى بن باد بن رحيك بن مادغيس الابتر، وقيل أنهم بنو: جانا بن يحيى بن صولات بن ورساك بن ضرى بن مقبو بن قروال بن يملا بن مادغيس بن رحيك بن همر حق بن كراد بن مازيغ بن هراك بن هرك بن برا بن بربر | زناتة (قبيلة) |

وقيل:
| زناتة (قبيلة) | جانا بن يحيى بن ضريس بن جالوت بن هريك بن جديلات بن جالود بن ريلات بن عصى بن بادين بن رحيك بن مادغش الأبتر بن قيس عيلان بن مضر، فيكون من العرب المستعربة | زناتة (قبيلة) |

وقال في العبر:
| زناتة (قبيلة) | ونسابة زناتة تزعم الآن أنهم من حمير ومن التبابعة. وبعضهم يقول: إنهم من العمالقة، وإن جالوت من العماليق | زناتة (قبيلة) |

## الموقع الحالي
في المنطقة المغاربية، تتركز أصول زناتة من طرابلس إلى طنجة. بالإضافة إلى المغرب الكبير، والتي تمثل كتلة بشرية كبيرة على نطاق سكان المغرب الكبير.